# Minebea PM-9
La Minebea PM-9, cuya designación oficial en las Fuerzas Armadas de Japón es Pistola ametralladora de 9 mm (9mm機関拳銃 Kyumiri Kikan Kenjū?) o M9, es una pistola ametralladora de fabricación japonesa. Parecida al IMI Mini-Uzi israelí, la PM-9 emplea el mismo cerrojo telescópico que el Mini-Uzi, pero se distingue por su apariencia, empleo operativo y manipulación.  

## Detalles de diseño

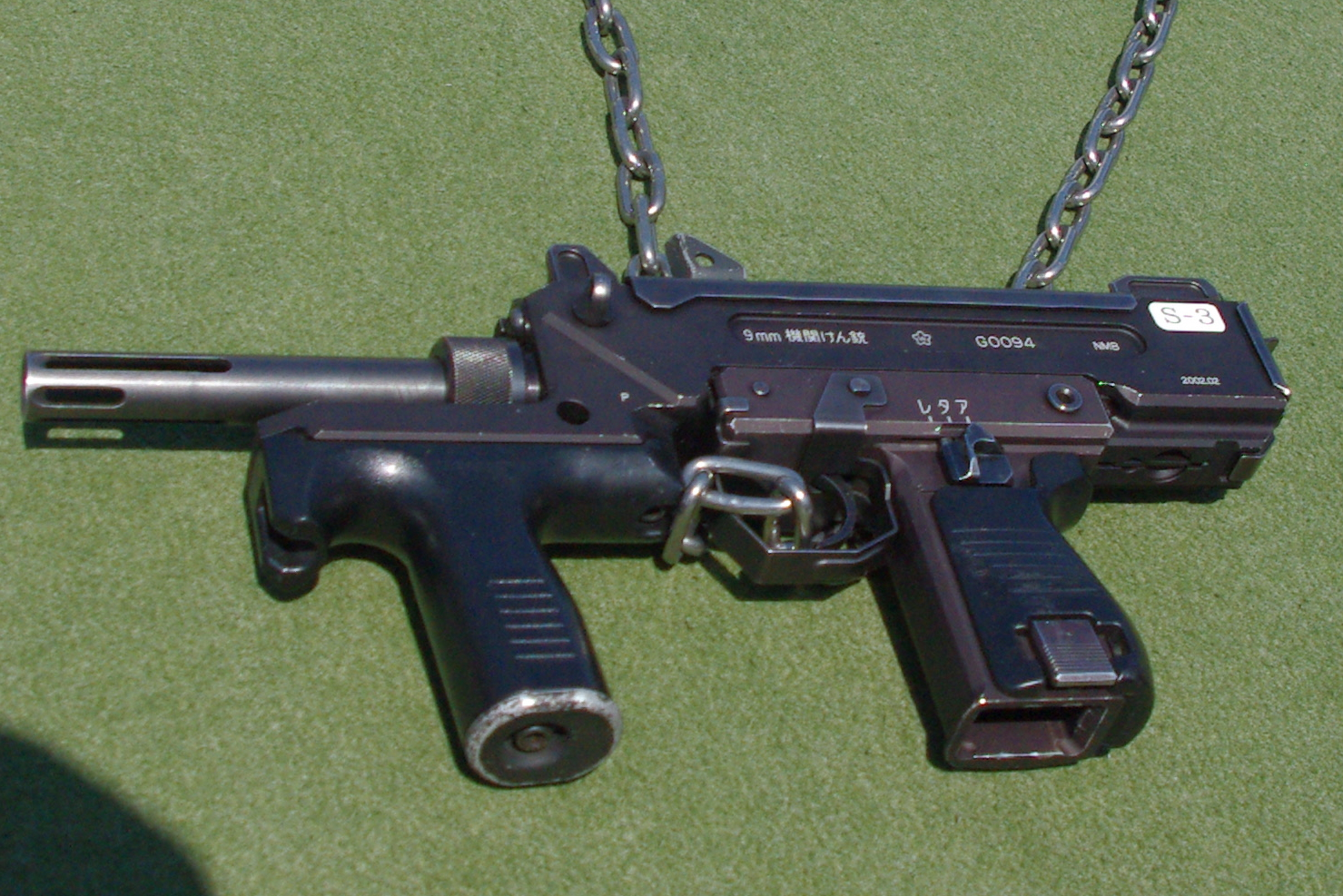
Una Minebea PM-9 en exhibición.

La PM-9 se distingue de su contraparte israelí por ciertos detalles. Lleva montada una empuñadura bajo el cañón, cuya boca está ranurada a modo de bocacha apagallamas, para sostener el arma al disparar en modo automático. También se le puede instalar una culata plegable, un silenciador y una mira réflex, aunque es poco probable que tales accesorios sean empleados en misiones de mantenimiento de la paz en el extranjero, ya que tales actividades no presentan situaciones de combate para los soldados japoneses.[cita requerida] En los primeros lotes de la PM-9, las cachas del pistolete y la empuñadura delantera eran de madera, siendo hechas de plástico en las actuales PM-9 en servicio con las Fuerzas Armadas de Japón.

## Historia

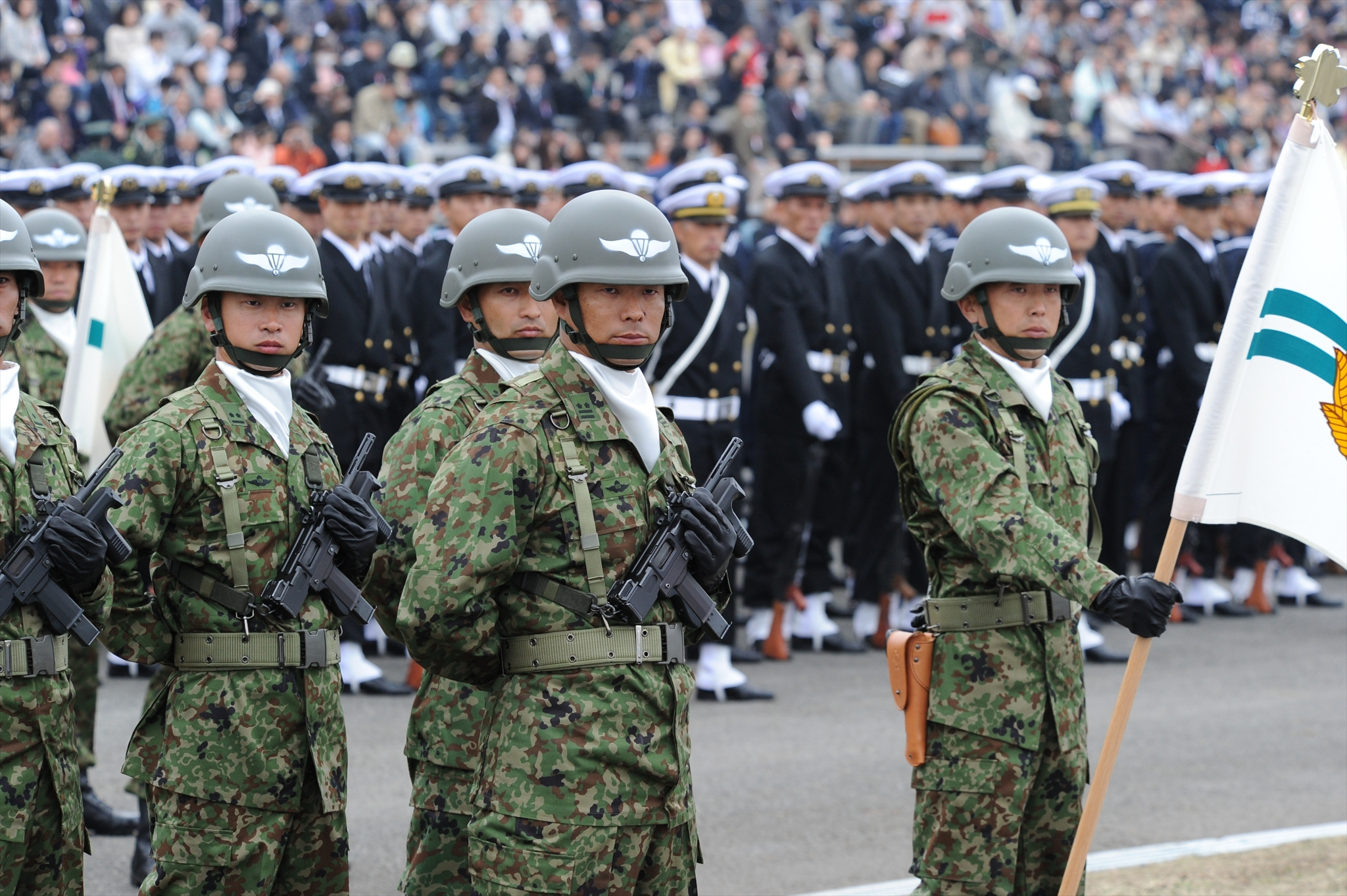
Paracaidistas de la 1ª Brigada Aerotransportada con sus Minebea PM-9 durante un desfile.

La PM-9 es producida por la Compañía de Rodamientos Miniatura de Japón, también conocida como Minebea. Su diseño es similar al subfusil Mini-Uzi. En 1990 fue adoptada por unidades de retaguardia, artilleros, algunas unidades de Fuerzas Especiales y algunos oficiales a quienes se les dio prioridad para un mejor armamento.
La PM-9 es la pistola ametralladora oficial de las Fuerzas Armadas de Japón, aunque algunas unidades de Fuerzas Especiales utilizan otras armas. La 1ª Brigada Aerotransportada y el Regimiento de Infantería del Ejército Occidental son las únicas unidades de Fuerzas Especiales del Ejército japonés que se sabe que están equipadas con la PM-9. La PM-9 también estaría equipando al Grupo de Fuerzas Especiales del Ejército japonés. El personal de tierra de la Fuerza Aérea de Japón utiliza la PM-9 en tareas de vigilancia de sus bases.
Aunque ha sido la pistola ametralladora oficial por más de veinte años, los oficiales de las Fuerzas Armadas de Japón están buscando un posible reemplazo y están planeado retirarla en un futuro cercano. Un potencial reemplazo es el Heckler & Koch MP5. A las tropas asignadas a vigilar las bases de la Marina japonesa y de la Fuerza Aérea de Japón se les reemplazó sus PM-9 con otros subfusiles, mientras que el Ejército japonés finalmente reemplazará la PM-9.
A pesar de que la nomenclatura PM-9 es ampliamente utilizada entre los extranjeros aficionados a las armas, no hay registros públicos o confirmaciones sobre su empleo oficial. Como tal, la pistola ametralladora es principalmente mencionada en los textos japoneses por su nombre completo, o por sus abreviaturas, y no en la supuesta nomenclatura alfanumérica.[cita requerida]

## Entrada en servicio
Las razones que llevaron a las Fuerzas Armadas de Japón a adoptar la PM-9 serían las siguientes:
1. Minebea podía producir un arma de calidad, así como también produjo bajo licencia la SIG-Sauer P220 (Minebea P-9).
2. Era el único diseño que podía producirse con las maquinarias de Minebea.
3. Al momento de su selección y adopción, el Uzi era un arma muy apreciada.

Pero la principal razón de su adopción por las Fuerzas Armadas de Japón habría sido el alto costo de adoptar el Heckler & Koch MP5.